# Hamilton Leithauser
Hamilton Leithauser je americký zpěvák a kytarista. V roce 1996 založil kapelu The Recoys, se kterou vystupoval až do jejího rozpadu o tři roky později. V roce 2000 založil kapelu The Walkmen, se kterou v následujících letech nahrál řadu alb. Skupina přestala v roce 2013 vystupovat a Leithauser se vydal na sólovou dráhu. V červnu 2014 vydal své první album nazvané Black Hours. Doprovázeli jej zde například Amber Coffman a Rostam Batmanglij. Roku 2015 přispěl písní „To Susan on the West Coast…“ na album Gazing with Tranquility: A Tribute to Donovan. Následujícího roku natočil společně album s Rostamem Batmanglijem nazvané I Had a Dream That You Were Mine.